# Rompiendo el hielo
Rompiendo el hielo es el primer álbum de estudio del dúo puertorriqueño Magnate & Valentino. Fue publicado el 17 de junio de 2002 a través del sello discográfico independiente VI Music. Contiene colaboraciones con el dúo Héctor & Tito en «Gata celosa», y con Nicky Jam en «Quiero que hagas mujer».
El álbum logró vender más de 50 000 copias, además de ingresar en la lista Latin Pop Albums de la revista estadounidense Billboard.

## Lista de canciones
| N.º   | Título                                   | Productor(es)        | Duración |  |
| 1.    | «Intro»                                  | Eliel                | 0:40     |  |
| 2.    | «Como es que tú te vas»                  | DJ Blass             | 3:04     |  |
| 3.    | «Quiero que hagas mujer» (con Nicky Jam) | DJ Blass             | 2:42     |  |
| 4.    | «Yal»                                    | DJ Blass             | 2:54     |  |
| 5.    | «Gata celosa» (con Héctor & Tito)        | Luny Tunes · Noriega | 3:18     |  |
| 6.    | «Ven conmigo»                            | Eliel                | 2:35     |  |
| 7.    | «Dime dónde»                             | Eliel                | 2:17     |  |
| 8.    | «Bala contra bala»                       | Harry Digital        | 1:59     |  |
| 9.    | «Anda»                                   | Eliel                | 2:17     |  |
| 10.   | «Tú al igual que yo»                     | Eliel                | 2:44     |  |
| 11.   | «Así es la vida»                         | Eliel                | 3:01     |  |
| 12.   | «Te buscaré»                             | Eduardo Reyes        | 3:26     |  |
| 33:10 |                                          |                      |          |  |

## Créditos y personal
Parcialmente adaptado desde AllMusic.
Artistas y producción
- Ramon Oliveira Mustafa – Artista principal, composición.
- Peter González – Artista principal, composición.
- DJ Rafy Meléndez – Ingeniería.
- Eliel Lind Osorio – Composición, producción.
- Alex “Gárgolas” Quiles – Composición.
- DJ Blass – Composición, producción.
- Nicky Jam – Artista invitado, composición.
- Héctor Delgado Román – Artista invitado, composición.
- Efraín Fines Nevares – Artista invitado.
- Luny Tunes – Producción.
- Noriega – Producción.
- Harry Digital – Composición, ritmo.
- Alejandro Montalbán – Composición.
- Eduardo Reyes – Composición, ritmo.

VI Music
- Judy Figueroa – Arte digital, diseño gráfico.
- Evi Marchany – Diseño gráfico, montaje digital.
- Vicente Martínez – Estilista.

## Posicionamiento en listas
| Listas (2002)                     | Mejor posición |
| --------------------------------- | -------------- |
| Estados Unidos (Top Latin Albums) | 48             |
| Estados Unidos (Latin Pop Albums) | 14             |

## Historial de lanzamiento
| Región      | Fecha                 | Formato                           | Edición   | Discográfica       | Ref.  |
| ----------- | --------------------- | --------------------------------- | --------- | ------------------ | ----- |
| Puerto Rico | 17 de junio de 2002   | Disco compacto                    | Estándar  | VI Music           | [ 1 ] |
| Puerto Rico | 14 de octubre de 2003 | Disco compacto                    | Estándar  | VI Music           | [ 7 ] |
| Mundo       | 24 de octubre de 2006 | Descarga digital · Disco compacto | Reedición | VI · Machete Music | [ 8 ] |